# Rezerwat przyrody Ustronie
Rezerwat przyrody Ustronie – leśny rezerwat przyrody na obszarze Tucholskiego Parku Krajobrazowego w kompleksie leśnym Borów Tucholskich w gminie Czersk. Został utworzony w 1958 na powierzchni 3,87 ha. W 1978 powiększono go do 9,64 ha, a zarządzeniem z 27 grudnia 2017 – do 10,94 ha.
Ochronie rezerwatu podlega fragment naturalnego lasu liściastego z występującym tu jarzębiem brekinią. Większość powierzchni rezerwatu zajmuje zespół kwaśnej buczyny niżowej, w lokalnych obniżeniach terenu w północno-zachodniej części rezerwatu występuje płat brzeziny bagiennej. W skład drzewostanu, oprócz brekinii, wchodzi buk, dąb, sosna, brzoza i grab. W runie występują m.in.: widłak jałowcowaty, nerecznica szerokolistna, borówka czarna, bagno zwyczajne.
Po terenie rezerwatu można poruszać się bez ograniczeń.
Najbliższa miejscowość to Kurcze.